# Ghiacciaio Harlin
Il ghiacciaio Harlin è un ampio ghiacciaio situato sulla costa di Oates, nella regione nord-occidentale della Dipendenza di Ross, in Antartide. In particolare, il ghiacciaio, il cui punto più alto si trova a circa 2200 m s.l.m., ha origine dall'altopiano polare antartico, da dove discende, partendo da una zona a ovest del monte Nero, nei monti USARP, per poi fluire dapprima verso nord-est e poi verso est, scorrendo a nord dell'estremità settentrionale della dorsale Daniels e quindi unire il proprio flusso a quello del ghiacciaio Rennick. In prossimità di tale unione, il ghiacciaio Harlin forma, assieme al flusso del ghiacciaio Lovejoy, le grandi cascate di ghiaccio Cariddi.

## Storia
Il ghiacciaio Harlin è stato mappato per la prima volta dallo United States Geological Survey grazie a fotografie scattate dalla marina militare statunitense (USN) durante ricognizioni aeree e terrestri effettuate nel periodo 1960-62, e così battezzato dal Comitato consultivo dei nomi antartici in onore di Ben W. Harlin, meteorologo di stanza alla base Little America V nel 1957 e leader scientifico alla base Amundsen-Scott nel 1961.